# Tillandsia cretacea
Tillandsia cretacea är en gräsväxtart som beskrevs av Lyman Bradford Smith. Tillandsia cretacea ingår i släktet Tillandsia och familjen Bromeliaceae. Inga underarter finns listade i Catalogue of Life.